# JELLY (ガールズバンド)
JELLY（ジェリー）は日本のガールズバンド。

## メンバー
- LISA（Bass&Vo.）11月3日生まれ
- CHIAKI（Guitar&Vo.）10月24日生まれ
- AKI（Dr&Vo.）11月2日生まれ

## 概要・略歴
1992年4月1日、ミニアルバム『LOVE』でテイチクのコンチネンタル・スター・レーベルからデビューした。キャッチフレーズは『女の子の愛と平和』。
デビュー前から原宿ホコ天・都内ライブハウス等で活動。また、加藤雅也主演のVシネマ『天使の囁き』に金子美香のバックバンド役として出演。
1994年1月解散。